# روفوس إيزاك
روفوس إيزاك (بالإنجليزية: Rufus Isaacs) هو رياضياتي وأستاذ جامعي أمريكي، ولد في 11 يونيو 1914 في نيويورك في الولايات المتحدة، وتوفي في 18 يناير 1981.